# La Encarnación (Michoacán)
La Encarnación es una localidad del estado mexicano de Michoacán. Es parte del municipio de Zitácuaro.

## Demografía
| Gráfica de evolución demográfica |
|                                  |

| Censo | Población |
| ----- | --------- |
| 1900  | 381       |
| 1910  | 380       |
| 1921  | 442       |
| 1930  | 418       |
| 1940  | 289       |
| 1950  | 406       |
| 1960  | 521       |
| 1970  | 525       |
| 1980  | 918       |
| 1990  | 962       |
| 2000  | 1675      |
| 2010  | 1714      |
| 2020  | 1819      |